# Thomas Grimm (Filmemacher)
Thomas Grimm (* 1954 in Aue) ist ein deutscher Filmemacher und Dokumentarist.

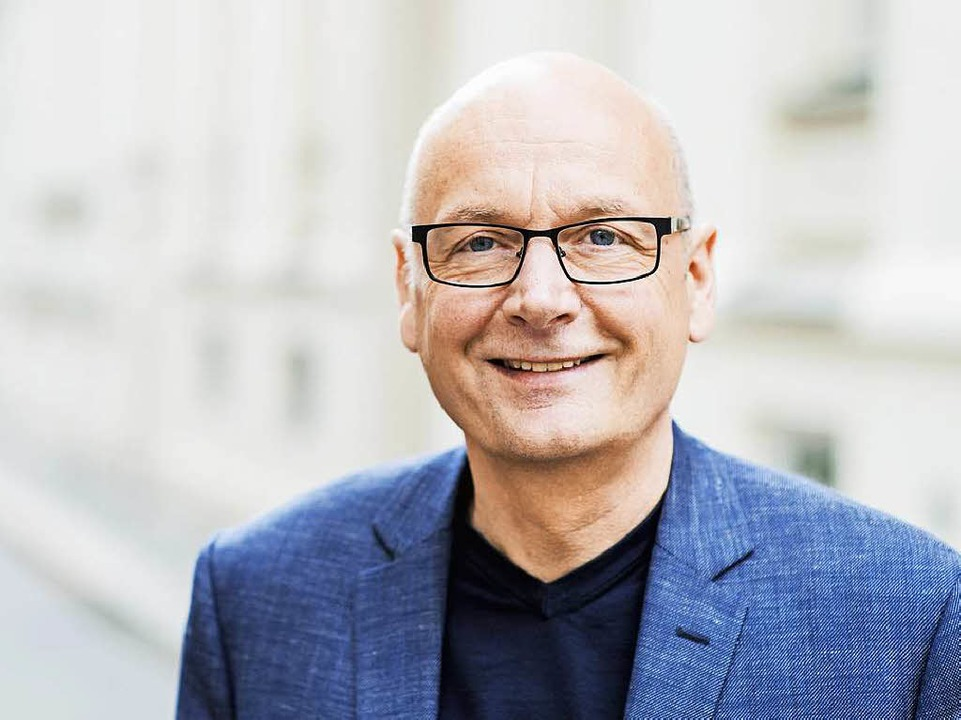
Thomas Grimm (Foto: 2020)

## Leben
Grimm studierte an der Humboldt-Universität zu Berlin Philosophie und Ästhetik. Er schloss das Studium 1982 mit einem Diplom ab. Von 1984 bis 1986 war er Filmredakteur bei der Staatlichen Filmdokumentation des Filmarchivs der DDR, ab 1987 freiberuflich als Filmemacher und Autor tätig. 1990 bis 1991 übernahm er die Leitung der Abteilung Kirche, Familie und Soziales im Deutschen Fernsehfunk (DFF), 1992 bis 1999 war er Aufsichtsratsmitglied der Fernsehen aus Berlin AG. 1991 wurde er Gründungsabteilungsleiter Dokumentationen / Reportagen / Gespräche beim ORB. Als Geschäftsführer der Zeitzeugen TV Film- und Fernsehproduktionen GmbH produziert er unter dem Motto „Erinnerung als Verantwortung“ audiovisuelle Dokumente zur Zeitgeschichte.
1987 begann er Zeitzeugen-Interviews auf Video- und Filmmaterial aufzuzeichnen. Er nahm Porträtsendungen von Gesprächen mit Persönlichkeiten auf wie Walter Markov, Hans Mayer, Wolfgang Harich, Walter Janka, Jürgen Kuczynski, Theo Pinkus, Freia Eisner, Heiner Müller, Erica Glaser-Wallach, Richard von Weizsäcker, Ulrich, Thomas und Lothar de Maizière, Stefan Heym, Wolf Jobst Siedler, Sarah Haffner, Hans Heinz Holz, Gerd Irrlitz, Christa und Gerhard Wolf, Günter Schabowski, Egon Krenz, Willi Sitte, Uwe Holmer, Margot Honecker, Hans Modrow, Markus Wolf, Inge und Walter Jens, Sebastian Kleinschmidt, André Leysen, Carl H. Hahn, Karin Balzer, Willi Holdorf, Lothar Claesges, Klaus Kinkel, Patricio Aylwin, Boris Snetkow, Arnold Julius, Walter Frankenstein, Uwe Lehmann-Brauns, Georges-Arthur Goldschmidt, Michael Schneider (Schriftsteller) und die aus ihren Jahrhundertbiographien erzählen. Ein Teil dieser Dokumente befindet sich im „Zeitzeugen-Archiv Thomas Grimm bei der DEFA-Stiftung“. Der umfangreichere Hauptteil des Filmarchives befindet sich bei Zeitzeugen TV und ist auf seinem Filmportal Grimmchronik abrufbar.
Thomas Grimm lebt in Berlin und im Erzgebirge. Dort unterstützt er den Erhalt und Ausbau der Kammloipe.

## Filmografie
- 1985 Umsiedler 1945, Dokumentarfilm, 100 min
- 1988: Joy Weisenborn,[5] Dokumentarfilm, 168 min
- 1989 Off ground, Dokumentarfilm, 60 min
- 1990/96 Deutsch und Frei, Dokumentarfilm, 60 min
- 1991 Germanist in Deutschland. Hans Mayer. MDR, 30 min
- 1992 Der Schwarze Kanal oder Armes Deutschland – Das Erste, 45 min
- 1993 Freiheit wird die Welt erobern. Der Historiker Walter Markov. ORB, 30 min / 50 min
- 1996 Noel Field – Der erfundene Spion – Co-Autor, mit Werner Schweizer – Dschoint Ventschr, Zürich, Dokumentarfilm, 104 min
- 1996 Wo Deutschland endet – Spiegel TV – Reportage, Co-Autor, drei Teile à 100 min – New York Award 1997
- 1997 Heimat vom Reißbrett. Wolfsburg – Eisenhüttenstadt – MDR Fernsehen – Dokumentarfilm, 45 min
- 1999 Die de Maizières – eine deutsch-deutsche Familie – ARTE – Dokumentarfilm, 45 min
- 2000 Geheimakte Putin – ARTE / MDR Fernsehen, 45 min
- 2001 Die Rückkehr der Luftschiffe – Spiegel-TV / VOX, 50 min
- 2002 Honeckers Flucht – Das Erste, 45 min
- 2003 Die Honeckers privat – MDR Fernsehen, 45 min
- 2004 Aufbruch zur Macht – Angela Merkel und der Demokratische Aufbruch – rbb Fernsehen, 70 / 45 min
- 2004 Das Politbüro privat – MDR Fernsehen, zwei Teile, je 45 min
- 2005 Die Sammlung Kuczynski – Zentral- und Landesbibliothek Berlin, rbb Fernsehen, 45 min
- 2006 Hinter den Kulissen der Macht – ARTE, 90 min
- 2007 Das Politbüro auf Reisen – MDR Fernsehen / Das Erste, 45 min
- 2008 Harry, Kaktus und Co. – vierteilige Dokumentation MDR Fernsehen, je 30 min
- 2008 Wandlitz – Waldsiedlung – mit Uta Kolano, MDR Fernsehen, 45 min
- 2008 Wir kaufen alles – MDR Fernsehen, 45 min
- 2009 Das Ende des Politbüros – mit Jens Becker – ARTE, 90 min
- 2009 Frau Walter Jens[6] – rbb Fernsehen, 87 min
- 2010 Suhrkamp Suhrkamp – Ein Verlag im Umbruch – rbb Fernsehen, 45 min
- 2012 Bahnsteig 1 – Rückkehr nach Flatow – Regie: Thomas Grimm, mit Andreas Kossert, Zeitzeugen –TV, 87 min. Dokumentarfilmpreis 10. Neisse Filmfestival 2013[7]
- 2013 Honeckers Enkel Roberto. Eine Rückkehr nach Deutschland – MDR Fernsehen, 90 min
- 2014 Schauprozesse – Genossen vor Gericht – rbb Fernsehen – Dokumentation, 45 min
- 2015 Margot Honecker – Die wahre Geschichte – als Co-Autor mit Mario Sporn – ZDF-History, 45 min
- 2016 Der Kracher von Moskau[8] rbb Fernsehen, 45 min
- 2016 Die 50 Tage des Egon Krenz – als Co-Autor mit Mario Sporn – ZDF-History, 45 min
- 2017 Die Honeckers – Die private Geschichte – als Co-Autor mit Mario Sporn – ZDF-History, 45 min
- 2019 Honeckers letzte Reise[9] – MDR Fernsehen, 90 min
- 2020 Die kalten Ringe – Gesamtdeutsch nach Tokio 1964[10] – ZZTV/rbb/bpb, 90 min
- 2023 9/11 Santiago – Flucht vor Pinochet Dokumentarfilm, 90 Min, ZZTV/bpb 2023
- 2023 Kinder des Exils – Flucht vor Pinochet Dokumentation ARD, 45 Min.

## Publikationen
- seit 1985: Veröffentlichungen in Sinn und Form.
- Walter Markov: Zwiesprache mit dem Jahrhundert. Dokumentiert von Thomas Grimm. Aufbau Verlag, Berlin 1989, ISBN 3-351-01512-7.
- Was von den Träumen blieb. Eine Bilanz der sozialistischen Utopie. Mit einem Vorwort von Heiner Müller. Siedler Verlag, Berlin 1993, ISBN 3-88680-482-8.
- als Hrsg. Der Stuhl des Vizekönigs. Fünfzehn Deutsche und ein Österreicher zum Jahrhundert. Frankfurt (Oder), 1996, ISBN 3-930842-17-3.
- als Hrsg. mit Otto Prokop: Mozarts Tod und Die großen Schwindel. Frankfurt (Oder), 1996, ISBN 3-930842-21-1.
- Jürgen Kuczynski. Freunde und gute Bekannte. Verlag Schwarzkopf & Schwarzkopf, 1997, ISBN 3-89602-134-6.
- als Hrsg. Wolfgang Harich: Ahnenpass. Versuch einer Autobiographie. Schwarzkopf & Schwarzkopf, Berlin 1999, ISBN 3-89602-168-0.
- Erinnerung als Verantwortung. Das Zeitzeugen-Archiv in Text und Bild. Parthas Verlag, Berlin 2002, ISBN 3-932529-38-3.
- Linke Vaterlandsgesellen. Sozialisten, Anarchisten, Kommunisten, Raufbolde und andere Unangepasste. Parthas Verlag, Berlin 2003, ISBN 3-932529-39-1.
- Das Politbüro privat. Honecker & Co – aus der Sicht ihrer Angestellten. Aufbau Verlag, Berlin 2004, ISBN 3-351-02573-4.
- mit Ed Stuhler: Die Honeckers privat. Liebespaar und Kampfgemeinschaft. Parthas, Berlin 2005, ISBN 3-936324-11-5.
- mit Bernd-Rainer Barth, Werner Schweizer: Der Fall Noel Field. Basisdruck, Berlin 2006, ISBN 3-86163-137-7 Bd. 1: Schlüsselfigur der Schauprozesse in Osteuropa. Neuauflage ebenda 2007, ISBN 3-86163-102-4.
- als Hrsg. Egon Bahr, Peter Ensikat: Gedächtnislücken. Aufbau Verlag, Berlin 2012, ISBN 978-3-351-02745-2.
- Adolf Hitler – Führerkult im Nationalsozialismus. In: Thomas Kunze, Thomas Vogel (Hrsg.): Oh Du, geliebter Führer. Christoph Links Verlag, Berlin 2013, ISBN 978-3-86153-734-2.
- mit Thomas Kunze: Arbeiter-Präsident Wilhelm Pieck, Sozialismus-Baumeister Walter Ulbricht, Freizeit-Jäger Erich Honecker – Personenkult in der DDR. In: Thomas Kunze, Thomas Vogel (Hrsg.): Oh Du, geliebter Führer. Christoph Links Verlag, Berlin 2013, ISBN 978-3-86153-734-2.
- Der Kracher von Moskau. Fußball zwischen Politik und Sport – das Länderspiel Sowjetunion gegen die Bundesrepublik Deutschland am 21. August 1955[11] . Bundeszentrale für politische Bildung, Bonn 2015, ISBN 978-3-8389-0566-2.
- mit Roberto Yáñez: Ich war der letzte Bürger der DDR-Mein Leben als Enkel der Honeckers. Insel Verlag, Berlin 2018, ISBN 978-3-458-17748-7.
- als Hrsg. mit Gerhard Wolf: Christa Wolf: Umbrüche und Wendezeiten. Suhrkamp Taschenbuch, Berlin 2019, ISBN 978-3-518-46962-0.
- mit René Wiese: Die kalten Ringe.Gesamtdeutsch nach Tokio.[12] Bundeszentrale für politische Bildung, Bonn 2020, ISBN 978-3-7425-0628-3.
- Der unbequeme Aufklärer – Gespräche mit Hans Mayer, Hrsg. von Heinrich Bleicher, ISBN 978-3-89376-195-1 im Talheimer Verlag;Gespräch mit Thomas Grimm, S. 79–101
- 9/11 Santiago – Flucht vor Pinochet, Kinder des chilenischen Exils in Deutschland, Bundeszentrale für politische Bildung, Bonn 2023, 352 S., ISBN 978-3-7425-1067-9